# Heinz Spitzner
Heinz Max Georg Spitzner (né le 30 octobre 1916 à Berlin, mort le 14 septembre 1992 à Kleinmachnow) est un acteur allemand.

## Biographie
En 1939, il va à l'école de Lilly Ackermann. Il fait la Seconde Guerre mondiale dans la Wehrmacht. Après la guerre, il étudie de 1945 à 1947 à la Schauspielschule Berlin-Dahlem auprès de Hilde Körber.
Il fait ses débuts sur scène en 1947 à la Comédie de Dresde où il est engagé jusqu'en 1950. Il revient à Berlin, reprend des cours avec Waltraut Harder puis est pris par le Theaterclub im British Centre Berlin, le Theater in der Nürnberger Straße  puis le Schlosspark Theater. Dans les années 1960, il joue pour le Theater am Kurfürstendamm, dans les années 1970 au Renaissance-Theater et dans les années 1980 au Ernst Deutsch Theater à Hambourg.
Il tient des seconds rôles au cinéma et à la télévision. Il apparaît dans cinq adaptations de romans d'Edgar Wallace, tous réalisés par Alfred Vohrer.

## Filmographie

### Cinéma
- 1954 : König Drosselbart
- 1959 : Le Pont de Bernhard Wicki
- 1959 : Alt Heidelberg
- 1959 : SOS - Train d'atterrissage bloqué
- 1960 : La Peau d'un espion d'Harald Braun
- 1961 : Unter Ausschluß der Öffentlichkeit
- 1961 : Die Ehe des Herrn Mississippi
- 1962 : Le Jour le plus long de Ken Annakin, Andrew Marton, Bernhard Wicki, Gerd Oswald et Darryl F. Zanuck
- 1963 : L'Énigme du serpent noir d'Alfred Vohrer
- 1965 : Neues vom Hexer d'Alfred Vohrer
- 1966 : Lange Beine – lange Finger d'Alfred Vohrer
- 1967 : La Main de l'épouvante
- 1967 : Le Moine au fouet (Der Mönch mit der Peitsche) d'Alfred Vohrer
- 1969 : Der Mann mit dem Glasauge d'Alfred Vohrer
- 1969 : Le Divin Marquis de Sade de Cy Endfield
- 1971 : Unser Willi ist der Beste
- 1975 : Jeder stirbt für sich allein d'Alfred Vohrer

### Télévision
- 1955 : Das kleine Abc – Ein Quintett, als Scherzo zu spielen
- 1958 : Viel Lärm um Nichts
- 1958 : Maß für Maß
- 1960 : Waldhausstraße 20
- 1961 : Biographie eines Schokoladentages
- 1961 : Zwischen Montag und Samstag
- 1963 : Das Echo
- 1963 : Bei uns zu Haus
- 1963 : Das Kriminalmuseum: Fünf Fotos
- 1964 : Die Schneekönigin
- 1965 : Immer und noch ein Tag
- 1967 : Der Reichstagsbrandprozess
- 1967 : Selbstbedienung
- 1970 : Die lieben Kinder
- 1971 : Der verliebte Teufel
- 1977 : Aus der Chronik der Familie Sawatzki – Preußenkorso 45–48
- 1979 : Ein Kapitel für sich

## Source de la traduction
- (de) Cet article est partiellement ou en totalité issu de l’article de Wikipédia en allemand intitulé « Heinz Spitzner » (voir la liste des auteurs).